# 팀 콘시딘

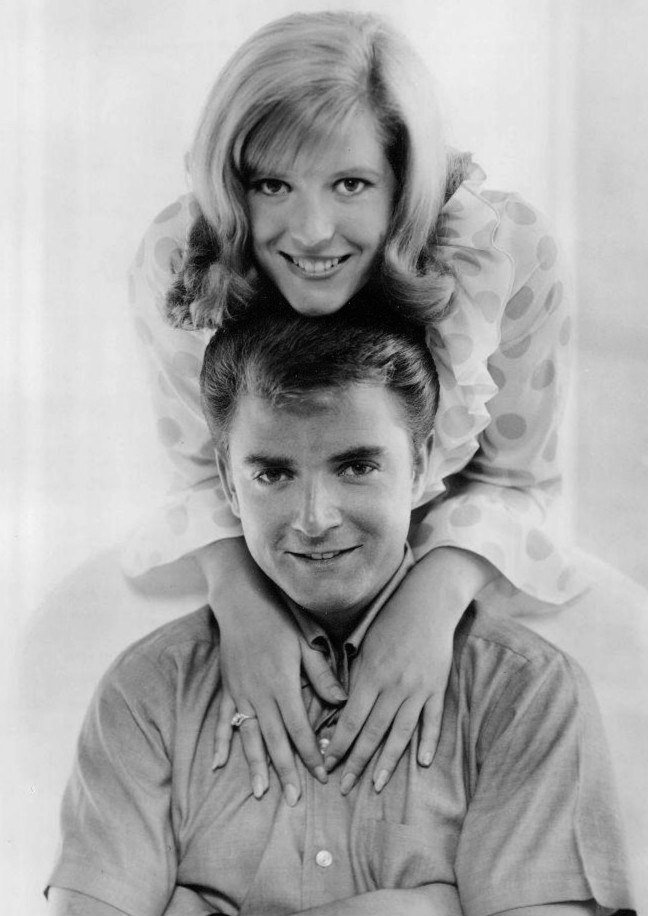
메러디스 맥래와 팀 콘시딘 (1965년)

팀 콘시딘(영어: Tim Considine, 1940년 12월 31일~2022년 3월 3일)은 미국의 배우, 텔레비전 배우, 각본가이다.
캘리포니아주 로스앤젤레스에서 태어났으며 캘리포니아주 로스앤젤레스에서 사망하였다.

## 출연

### 영화
- 레이 오브 선샤인(2006년)
- 톡시 묵시록(2002년) - 본인 역
- 더 뉴 미키 마우스 클럽(1977년)
- 패튼 대전차 군단(1970년) - 뼘맞는 병사 역
- 나의 세 아들(1960년)
- 선라이즈 앳 캠포벨로(영어판)(1960년) - 제임스 루즈벨트 역
- 쉐기 독(1959년)
- 딜론 보안관(1955년)
- 디즈니랜드(1954년) - 영 가베 마리온 역
- 이그젝티브 쉬트(1954년)
- 챔프(1953년)

## 도서
- The language of sport